# Spachbrücken
Spachbrücken ist ein Stadtteil von Reinheim im südhessischen Landkreis Darmstadt-Dieburg.

## Geographie
Spachbrücken liegt im Westen eines fruchtbaren und waldlosen Lössgebietes, das sich von Ober-Ramstadt bis Groß-Umstadt erstreckt. Die Ortslage ist rund eineinhalb Kilometer von der Gersprenz entfernt und liegt beiderseits des Dilsbachs, einem linken westlichen Zufluss der Gersprenz. Der Stadtteil Spachbrücken besteht aus der Gemarkung Spachbrücken. innerhalb der Gemarkung liegt die Gewerbesiedlung Siedlungsplatz.
Spachbrücken grenzt im Norden an die Gemarkung Groß-Zimmern, im Nordosten gibt kurze gemeinsame Grenzen mit Klein-Zimmern und Habitzheim, im Osten und Süden liegt die Gemarkung Reinheim, im Westen Zeilhard und im Nordwesten Georgenhausen. Spachbrücken liegt in der Mitte zwischen Georgenhausen und der Kernstadt Reinheim und ist von beiden Orten nur wenige Hundert Meter entfernt.
Die Gemarkung Spachbrücken erstreckte sich nach dem Stand von 1961 über eine Fläche von 778 Hektar. 1961 galten 243 Hektar als bewaldet. Da es in der Nähe von Spachbrücken keinen Wald gibt, hatte der Ort Anteil an der Dieburger Mark. Alle Gemeinden, die ursprünglich zur Dieburger (Wald-)Mark gehörten, nutzten bis 1812 das Waldgebiet westlich von Dieburg genossenschaftlich (→ Markgenossenschaft). Gewinnung von Brennholz und Bauholz, von Gerberlohe und Holzkohle, dazu Waldweide, Rodung und Renaturierung sowie alle Streitigkeiten wurden auf einem Märkerding geregelt, das bei Dieburg im Freien tagte, zu der jede ortsansässige Familie einen Vertreter (Märker) schickte und die unter der Schirmherrschaft des Mainzer Erzbischofs stand. 1812 wurde die Genossenschaft aufgelöst und der Wald je nach der Anzahl der Märker auf die beteiligten Gemeinden aufgeteilt. Georgenhausen etwa stellte 46 Märker und erhielt daher 319 Morgen (rund 40 Hektar) Gemeindewald, ähnlich Zeilhard und Klein-Zimmern. Die anderen Markgemeinden wie Spachbrücken waren größer und bekamen größere Flächen. Für Spachbrücken handelte es sich um die Gemarkung Spachbrücker Wald, eine Exklave nördlich der Gemarkung Spachbrücken, die im Rahmen der Gebietsreform in Hessen 1977 – als Spachbrücken schon Stadtteil von Reinheim war – in die Gemeinde Messel eingegliedert wurde.

## Geschichte

### Ortsgeschichte

Orte des Amtes Habitzheim (gelb)

Zent Umstadt (Kondominat)

Die älteste bekannte Urkunde, in der Spachbrücken namentlich erwähnt wurde, ist ein Lehensbrief vom 17. Mai 1323. Er zählt die Güter und Orte auf, die Ulrich I. von Bickenbach von dem Kloster Fulda als Lehen erhielt. Zu ihnen gehörte neben Spachbrücken noch Georgenhausen, Zeilhard, Habitzheim und Teile von Zimmern. Bodenfunde beweisen, dass die ersten Ansiedlungen bis in die jüngere Steinzeit (4000–1800 v. Chr.) zurückgehen.
Die Häuser der ersten Spachbrückener Einwohner standen in dem Dorfteil, der heute noch im Volksmund die Walachei genannt wird, direkt neben der Dilsbach. Da aus statischen Gründen der Bau einer Brücke für einen kleinen Bach nicht im Verhältnis stand, wurden Birkenstämme (= Spachen) in den Bachlauf gelegt, unten größere, um den Durchfluss des Wassers zu gewährleisten, nach oben hin immer kleinere, damit Fuhrwerke ungehindert darüber fahren konnten.
In den historischen Dokumenten ist der Ortsname im Laufe der Jahrhunderte unter wechselnden Schreibweisen belegt (in Klammern das Jahr der Erwähnung): Spachbrucken in der Montad (1390); Spachbrucken (1429); Spachbrugken (1457); Spachprukken (1520); Spachbrücken (1521); Spachbrückhen (1572); Spattbrückhen (1580).
Auf dem Erbwege kamen die Dörfer Spachbrücken, Zeilhard und Habitzheim an den Schenken zu Erbach. Diese Herrschaft dauerte nicht lange. 1528 verkauften die Erbacher, die Lehnsherren der Pfalzgrafen waren, unter anderem Spachbrücken, für 9000 Gulden an die Grafen zu Wertheim. Georg II. von Wertheim hatte 1525 in seinem Gebiet die Reformation durchgeführt. Die neue Herrschaft, die 1581 den Namen Löwenstein annahm, trat 1621 wieder zum katholischen Glauben über. Vor diesem Glaubenswechsel begann der Dreißigjährige Krieg. Da der Löwensteiner auf der Seite der Evangelischen focht, gehörte er zu den Verlierern. Seine Besitzungen, auch die in Spachbrücken, wurden eingezogen und dem Vizepräsidenten des Reichshofrats, Freiherr von Strahlendorf, geschenkt. Dieser verkaufte die Herrschaft Habitzheim an den Darmstädter Landgrafen. Nach dem Krieg kam sie 1649 wieder an Löwenstein zurück.
Im Jahre 1635 war Spachbrücken wegen der Pest von den letzten Einwohnern verlassen. Um 1640 kehrten einige Überlebende zurück und nach 1650 siedelten sich vom Landgrafen in Darmstadt angeworbene Sachsen, Flamen und Schweizer dort an. 1675 legte Pfarrer Hach das erste Einwohnerverzeichnis an, das 33 Namen enthielt. Die Zeiten der Vogtei von Bickenbach und später der von Erbach und Löwenstein-Wertheim waren in manchen Fragen der Territorialherrschaft von spannungsgeladenen Rechtsunsicherheiten geprägt, die mehrfach militärische Einsätze zur Folge hatten:
- Zeilhard bildete zusammen mit Spachbrücken ein eigenes Ortsgericht und damit eine politische Gemeinde. An der Spitze stand der von dem jeweiligen Vogteiherren ernannte Schultheiß. Ihm zur Seite gegeben waren sieben Schöffen.
- Übergeordnet und zuständig für die Zentherrschaft war der Zentschultheiß. Auch diesen hatten Zeilhard und Spachbrücken gemeinsam.
- Seit der Bayrischen Fehde 1504 mischten sich die Pfalz und Hessen in die Zentherrschaft.

Im Frieden zu Luneville ging die Umstädter Zentherrschaft an Hessen über. Die Pfalz hatte somit ihren Anspruch verloren. Durch den Reichsdeputationshauptschluss vom 25. Februar 1803 erhielt Hessen nach und nach die Herrschaft über das Gebiet. Von 1806 an lag die politische Macht über Spachbrücken in der Hand des Großherzoges.
Die Statistisch-topographisch-historische Beschreibung des Großherzogthums Hessen berichtet 1829 über Spachbrücken:

„Spachbrücken (L. Bez. Reinheim) luth. Pfarrdorf; liegt 1⁄2 St. von Reinheim an der von Darmstadt durch den Odenwald ziehenden Chaussee, hat 123 Häuser und 807 Einw., die außer 20 Kath., 1 Reform. und 55 Juden lutherisch sind. Unter diesen befinden sich 43 Bauern, 58 Handwerker und 37 Taglöhner. Mehrere Familien beschäftigen sich beständig mit der Verfertigung von Stroharbeiten, als Bienen und andern Körben, Fußteppichen etc. und verkaufen solche zum Theil ins Ausland. Die Kirche ist 1753 erbaut worden. Außerdem ist hier ein Pfarr- und Schulhaus, eine Synagoge und eine Mühle. – Spachbrücken gehörte zum Schloß Habizheim, welches die Herrn von Bickenbach als ein Fuldisches Lehen erworben hatten. Das Schloß kam nach und nach an Erbach und nachdem die Abtei Fulda 1390 das Schloß Otzberg und seine Hälfte an Umstadt sammt der Lehenbarkeit der andern Hälfte, an Churpfalz verkauft hatte, mußte Erbach das davon abhängige Schloß Habizheim von Pfalz zu Lehen tragen. Auf diese Weise wurde der Ort pfälzisch. Die Schenken von Erbach verkauften, vom Jahr 1530 an, diese Besitzungen nach und nach stückweise und zwar hauptsächlich an die Grafen von Löwenstein, welche auch die Untergerichtsbarkeit ausübten. Im Jahr 1802 kam der pfälzische Antheil von Spachbrücken an Hessen, und 1805 wurden die Löwensteinischen Vogteirechte durch Tausch erworben. Der Ort war früher ein Filial von Dieburg.“

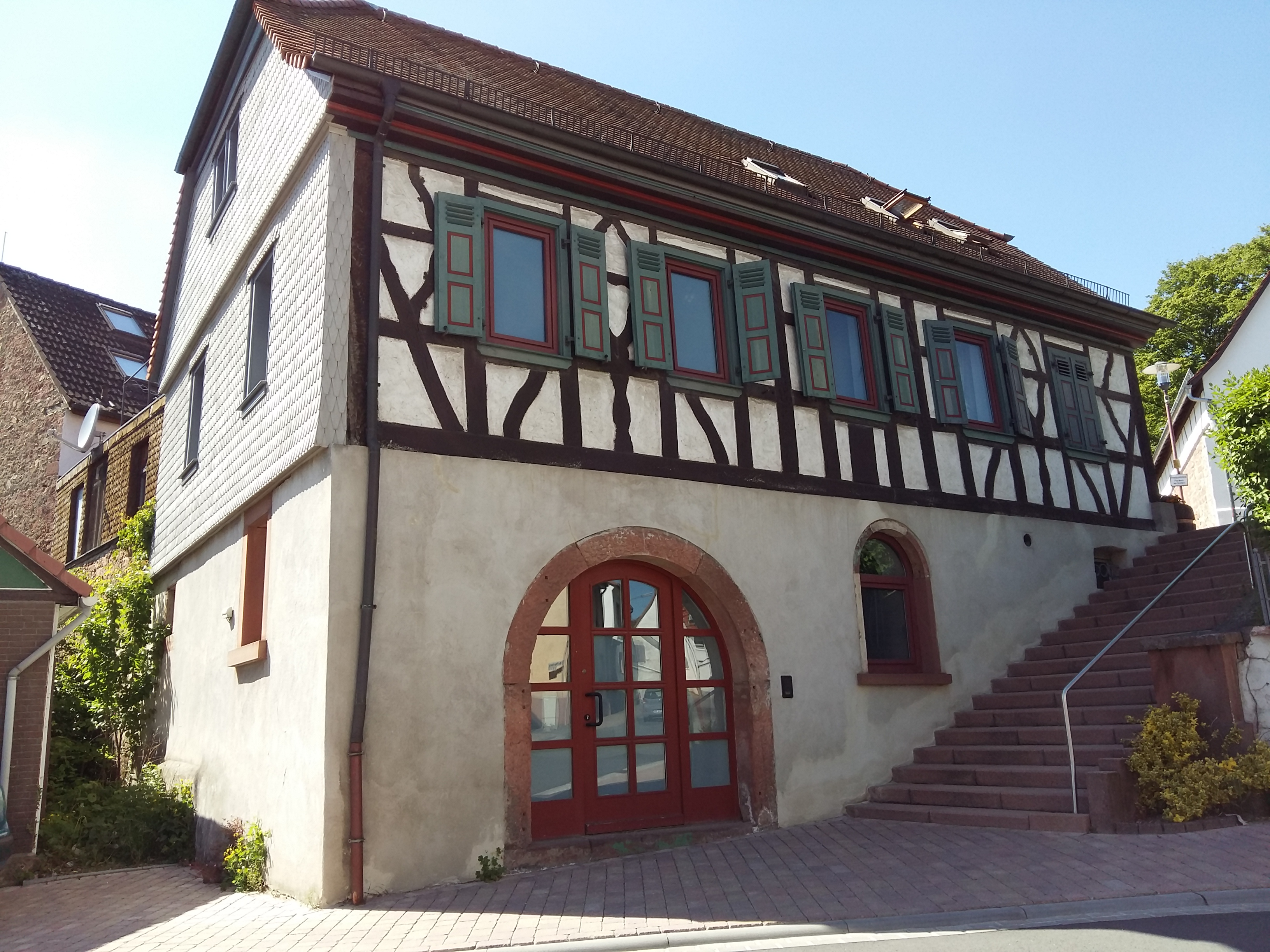
Ehemaliges Rathaus

Im Jahre 1870 wurde die Odenwaldbahn durch den Südzipfel der Spachbrücker Gemarkung gebaut mit dem Westportal des Engelbergtunnels (238 m) und 1905 gab es zum ersten Mal elektrisches Licht im Dorf. Den Strom dazu lieferte ein Generator der damaligen Brauerei Konrad Göckel VII. Die Stromlieferung übernahm später die HEAG in Darmstadt. Das Töpfer- und Knopfmacherhandwerk florierte bis zum Ersten Weltkrieg 1914 gut. Der Häfner Jakob Neuroth und sein Sohn Georg lieferten ihre Ware an den Großherzog in Darmstadt und bis an den Zarenhof in Moskau.
Seit dem Ersten Weltkrieg wandelte sich Spachbrücken vom Bauern- und Handwerkerdorf allmählich zur Arbeiter-Wohnsitzgemeinde. Die meisten Spachbrücker finden ihre Existenz in den Industriebetrieben und Verwaltungen in Darmstadt und Umgebung. Diese Entwicklung setzte sich nach 1945 verstärkt fort.
Hessische Gebietsreform (1970–1977)
Im Zuge der Gebietsreform in Hessen fusionierten die Gemeinden Spachbrücken, Ueberau und Zeilhard mit der Stadt Reinheim zum 31. Dezember 1971 auf freiwilliger Basis zur erweiterten Stadt Reinheim. Für die Stadtteile wurden Ortsbezirke eingerichtet.

### Verwaltungsgeschichte im Überblick
Die folgende Liste zeigt die Staaten und Verwaltungseinheiten, denen Spachbrücken angehört(e):
- vor 1323: Heiliges Römisches Reich, Zent Umstadt (Kondominat), Amt Habitzheim des Klosters Fulda
- ab 1323: Heiliges Römisches Reich, Zent Umstadt, Amt Habitzheim an die Herren von Bickenbach
- ab 1360: Heiliges Römisches Reich, Zent Umstadt, Amt Habitzheim (Bickenbachischen Rechte gehen an die Schenken von Erbach)
- ab 1390: Heiliges Römisches Reich, Kurpfalz (durch Kauf; bis 1427 an Herrschaft Hanau verpfändet), Zent Umstadt, Amt Habitzheim
- ab 1504: Heiliges Römisches Reich, Zent Umstadt (Kurpfalz und Landgrafschaft Hessen je zur Hälfte), Amt Habitzheim
- 1567–1803: Hessischer Anteil zeitweise aufgeteilt zwischen Landgrafschaft Hessen-Kassel, Landgrafschaft Hessen-Darmstadt und Hessen-Rheinfels
- ab 1528: Heiliges Römisches Reich, Zent Umstadt, Amt Habitzheim als Lehen an die Herren von Löwenstein-Wertheim
- ab 1803: Heiliges Römisches Reich, Landgrafschaft Hessen-Darmstadt,[Anm. 2] Zent Umstadt, Amt Habitzheim (der Herren von Löwenstein-Wertheim)
- ab 1805: Heiliges Römisches Reich, Landgrafschaft Hessen-Darmstadt (durch Tausch), Fürstentum Starkenburg, Amt Lichtenberg
- ab 1806: Großherzogtum Hessen,[Anm. 3] Fürstentum Starkenburg, Fürstentum Starkenburg, Amt Lichtenberg
- ab 1815: Großherzogtum Hessen[Anm. 4], Provinz Starkenburg, Amt Lichtenberg (Justizamt Reinheim)
- ab 1821: Großherzogtum Hessen, Provinz Starkenburg, Landratsbezirk Reinheim[Anm. 5]
- ab 1832: Großherzogtum Hessen, Provinz Starkenburg, Kreis Dieburg
- ab 1848: Großherzogtum Hessen, Regierungsbezirk Dieburg
- ab 1852: Großherzogtum Hessen, Provinz Starkenburg, Kreis Dieburg
- ab 1871: Deutsches Reich, Großherzogtum Hessen, Provinz Starkenburg, Kreis Dieburg
- ab 1918: Deutsches Reich (Weimarer Republik), Volksstaat Hessen, Provinz Starkenburg, Kreis Dieburg
- ab 1938: Deutsches Reich, Volksstaat Hessen, Landkreis Dieburg[12][Anm. 6]
- ab 1945: Deutsches Reich, Amerikanische Besatzungszone,[Anm. 7] Groß-Hessen, Regierungsbezirk Darmstadt, Landkreis Dieburg
- ab 1946: Deutsches Reich, Amerikanische Besatzungszone, Land Hessen, Regierungsbezirk Darmstadt, Landkreis Dieburg
- ab 1949: Bundesrepublik Deutschland, Land Hessen, Regierungsbezirk Darmstadt, Landkreis Dieburg
- ab 1972: Bundesrepublik Deutschland, Land Hessen, Regierungsbezirk Darmstadt, Landkreis Dieburg, Stadt Reinheim[Anm. 8]
- ab 1977: Bundesrepublik Deutschland, Land Hessen, Regierungsbezirk Darmstadt, Landkreis Darmstadt-Dieburg, Stadt Reinheim

### Bevölkerung
Einwohnerstruktur 2011
Nach den Erhebungen des Zensus 2011 lebten am Stichtag dem 9. Mai 2011 in Spachbrücken 2163 Einwohner. Darunter waren 111 (5,1 %) Ausländer. Nach dem Lebensalter waren 376 Einwohner unter 18 Jahren, 954 waren zwischen 18 und 49, 432 zwischen 50 und 64 und 402 Einwohner waren älter. Die Einwohner lebten in 924 Haushalten. Davon waren 267 Singlehaushalte, 273 Paare ohne Kinder und 285 Paare mit Kindern, sowie 81 Alleinerziehende und 18 Wohngemeinschaften. In 180 Haushalten lebten ausschließlich Senioren und in 633 Haushaltungen lebten keine Senioren.
Einwohnerentwicklung
| • 1633: | 148 Einwohner             |
| • 1829: | 807 Einwohner, 123 Häuser |
| • 1867: | 828 Einwohner, 141 Häuser |

| Spachbrücken: Einwohnerzahlen von 1829 bis 2023 | Spachbrücken: Einwohnerzahlen von 1829 bis 2023 | Spachbrücken: Einwohnerzahlen von 1829 bis 2023 | Spachbrücken: Einwohnerzahlen von 1829 bis 2023 | Spachbrücken: Einwohnerzahlen von 1829 bis 2023 |
| --- | ----------------------------------------------- | ----------------------------------------------- | ----------------------------------------------- | ----------------------------------------------- |
| Jahr |                                                 |                                                 |                                                 | Einwohner                                       |
| 1829 | 1829                                            |                                                 | 807                                             | 807                                             |
| 1834 | 1834                                            |                                                 | 761                                             | 761                                             |
| 1840 | 1840                                            |                                                 | 797                                             | 797                                             |
| 1846 | 1846                                            |                                                 | 812                                             | 812                                             |
| 1852 | 1852                                            |                                                 | 803                                             | 803                                             |
| 1858 | 1858                                            |                                                 | 806                                             | 806                                             |
| 1864 | 1864                                            |                                                 | 836                                             | 836                                             |
| 1871 | 1871                                            |                                                 | 828                                             | 828                                             |
| 1875 | 1875                                            |                                                 | 831                                             | 831                                             |
| 1885 | 1885                                            |                                                 | 821                                             | 821                                             |
| 1895 | 1895                                            |                                                 | 843                                             | 843                                             |
| 1905 | 1905                                            |                                                 | 938                                             | 938                                             |
| 1910 | 1910                                            |                                                 | 985                                             | 985                                             |
| 1925 | 1925                                            |                                                 | 1.012                                           | 1.012                                           |
| 1939 | 1939                                            |                                                 | 1.100                                           | 1.100                                           |
| 1946 | 1946                                            |                                                 | 1.544                                           | 1.544                                           |
| 1950 | 1950                                            |                                                 | 1.607                                           | 1.607                                           |
| 1956 | 1956                                            |                                                 | 1.505                                           | 1.505                                           |
| 1961 | 1961                                            |                                                 | 1.562                                           | 1.562                                           |
| 1967 | 1967                                            |                                                 | 1.755                                           | 1.755                                           |
| 1970 | 1970                                            |                                                 | 1.801                                           | 1.801                                           |
| 1980 | 1980                                            |                                                 | ?                                               | ?                                               |
| 1990 | 1990                                            |                                                 | ?                                               | ?                                               |
| 2000 | 2000                                            |                                                 | ?                                               | ?                                               |
| 2011 | 2011                                            |                                                 | 2.163                                           | 2.163                                           |
| 2015 | 2015                                            |                                                 | 2.360                                           | 2.360                                           |
| 2023 | 2023                                            |                                                 | 2.370                                           | 2.370                                           |
| Datenquelle: Historisches Gemeindeverzeichnis für Hessen: Die Bevölkerung der Gemeinden 1834 bis 1967. Wiesbaden: Hessisches Statistisches Landesamt, 1968. Weitere Quellen: LAGIS; Stadt Reinheim 2015; 2023; Zensus 2011 |                                                 |                                                 |                                                 |                                                 |

Religionszugehörigkeit
| • 1829: | 731 lutheranische (= 90,58 %), ein reformierter (= 0,14 %), 55 jüdische (= 6,62 %) und 20 katholische (= 2,48 %) Einwohner |
| • 1961: | 1325 evangelische (= 84,83 %), 209 katholische (= 13,38 %) Einwohner                                                       |

### Religionsgeschichte
Die Spachbrücker Vorfahren sind vermutlich von Mönchen des Klosters Fulda, das im Jahre 744 n. Chr. von Bonifatius gegründet wurde, in der Folgezeit zum Christentum bekehrt worden. Sie gehörten zu dem damals sehr großen Kirchspiel Dieburg. Im Jahre 1400 existierte die erste Filialkirche, die dem heiligen Antonius geweiht war. Mit der Reformation, die vor dem Jahr 1526 dort durchgeführt wurde, wurde Spachbrücken Filialgemeinde von Roßdorf. Im Gegensatz zu vielen Nachbargemeinden blieb Spachbrücken weiterer Religionswechsel erspart und war seitdem immer evangelisch-lutherisch. Im Jahr 1585 wurde Spachbrücken selbstständige Pfarrei, zu der auch Habitzheim gehörte, und erhielt mit Balthasar Scharff, der von 1585 bis 1592 dort wirkte, den ersten eigenen Pfarrer. Nachdem die alte Kirche baufällig geworden war und am 26. Mai 1749 der Blitz in den Kirchturm geschlagen hatte (Kisseltag) wurde sie abgerissen und der Grundstein für die jetzige Kirche gelegt, deren Einweihung am 6. Juli 1755 stattfand. Sie wurde 1970 bis 1972 gründlich renoviert. Sie erhielt ein neues Dach mit einem Storchennest als Wahrzeichen von Spachbrücken. Bei der Innenrenovierung wurde auch die wertvolle Barockorgel von Johann Christian Dauphin aus dem Jahre 1760 restauriert.

## Politik
Für Spachbrücken besteht ein Ortsbezirk (Gebiete der ehemaligen Gemeinde Spachbrücken) mit Ortsbeirat und Ortsvorsteher nach der Hessischen Gemeindeordnung. Der Ortsbeirat besteht aus fünf Mitgliedern. Bei den Kommunalwahlen in Hessen 2021 betrug die Wahlbeteiligung zum Ortsbeirat 53,40 %. Dabei wurden gewählt: vier Mitglieder der SPD und ein Mitglied des „Reinheimer Kreises“ (RK). Der Ortsbeirat wählte Günter Göckel (SPD) zum Ortsvorsteher.

## Kultur  und Sehenswürdigkeiten

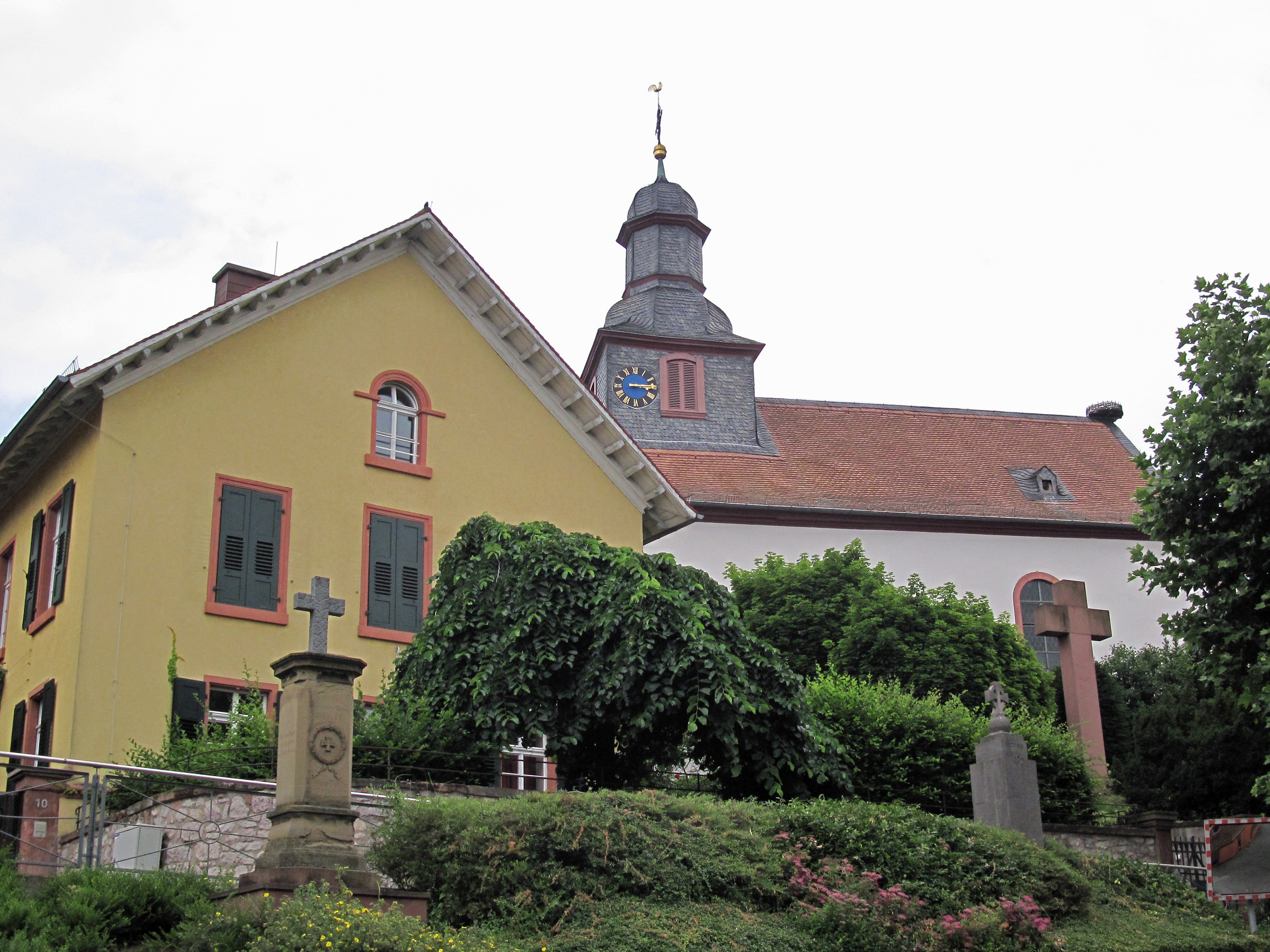
Kirche in Spachbrücken

### Bauwerke
- Das erste namentlich erwähnte Schulhaus stand in der Bachgasse und der erste Lehrer war Balthasar Poth, der von 1628 bis 1632, also mitten im Dreißigjährigen Krieg, unterrichtet hatte.

- Die Evangelische Kirche Spachbrücken ist vor 1513 gebaut und erst als katholische, ab 1526 als lutherische Kirche genutzt worden.

### Natur und Schutzgebiete
In der Gemarkung Spachbrücken liegen Teilflächen der Natura-2000-Gebiete „Untere Gersprenz“ (FFH-Gebiet 6019-303) und „Untere Gersprenzaue“ (EU-Vogelschutzgebiet 6119-401).

### Regelmäßige Veranstaltungen
Jährlich stattfindende Ereignisse in Spachbrücken sind die Kerb am vierten Wochenende im September, sowie der von der Freiwilligen Feuerwehr organisierte Tag der Feuerwehr.

## Wirtschaft und Infrastruktur

### Bildung
Die Dilsbachschule in der Pestalozzistraße 7 ist eine kleine, meist einzügige Grundschule mit etwa 85 Schülerinnen und Schülern und vier bis fünf Lehrkräften.

### Verkehr
Bis 2013 führte die Bundesstraße 38 durch Spachbrücken um – mit entsprechender innerörtlicher Verkehrsbelastung – den Ort mit der Kernstadt Reinheim bzw. den Stadtteilen Georgenhausen und Zeilhard sowie im weiteren Verlauf Roßdorf und der Bundesstraße 26, die nach Darmstadt führt, zu verbinden. In der Ortsmitte zweigen von der B 38 die Landesstraßen L 3114 nach Groß-Zimmern und Dieburg und die L 3414 nach Habitzheim und Groß-Umstadt ab. Die westliche Ortsumgehung Reinheim und Spachbrücken der B 38 wurde 2013 fertiggestellt. Die L 3114 führt schon seit 2009 nördlich um Spachbrücken herum zu dem Verknüpfungspunkt mit der B 38 am nördlichen Beginn der Westumgehung.
Der Haltepunkt Spachbrücken an der Rodgaubahn im inzwischen stillgelegten Abschnitt Dieburg–Reinheim (Odenw) lag rund 700 Meter östlich des heutigen Ortsausganges und wurde am 28. Mai 1965 geschlossen.